# ایرملا هیجییا-کیرشرایت
ایرملا هیجییا-کیرشرایت (انگلیسی: Irmela Hijiya-Kirschnereit؛ زادهٔ ۲۰ اوت ۱۹۴۸) زبان‌شناس، مترجم، و استاد دانشگاه اهل آلمان است.